# Hencsei Pál
Hencsei Pál (Alsógöd, 1939. augusztus 22. – Budapest, 2020. november 2.) magyar kémikus, egyetemi tanár, sporttörténész. A Magyar Tudományos Akadémia Környezeti Kémiai Bizottság, szervetlen és fémorganikus kémiai, műszaki, anyagtudományi munkabizottság tagja volt. A Magyar Korróziós Szövetség vezetőségi tagja, az információs bizottság elnöke volt. A Main Group Metal Chemistry, a Perodica Polytechnica Chemical Engineering és a Korróziós Figyelő szerkesztőbizottsági tagja volt. A kémiai tudományok kandidátusa (1976), a kémiai tudományok doktora (1988).

## Életpályája
Gyermekkorát szülővárosában töltötte. 1957–1962 között a Budapesti Műszaki és Gazdaságtudományi Egyetem Vegyészmérnöki Karán tanult.

### Kémikusi munkássága
1965-től a Budapesti Műszaki és Gazdaságtudományi Egyetem Szervetlen Kémiai Tanszékén oktatott. 1992–2008 között egyetemi tanár, 1998–1999 között megbízott tanszékvezető volt. 2008-ban nyugdíjba vonult.
Kutatási területe a bioaktív szerves szilíciumvegyületek, szilatránok előállítása, szerkezetük és tulajdonságaik, korróziós inhibitorok és különböző bevonatok.

### Sporttörténészi munkássága
1996-tól foglalkozott sporttörténettel, olimpiakutatással. Tagja volt az Olimpiatörténészek Nemzetközi Társaságának (ISOH), elnökként vezette a zuglói Csanádi Árpád Olimpiai Baráti Kört, vezetőségi tagja volt a Halmay Zoltán Olimpiai Hagyományőrző Egyesületnek, a Magyar Olimpiai Akadémia tanácsának is tagja volt.

## Családja
Szülei Hencsei Lajos és Máté Mária voltak. 1969-ben házasságot kötött Koncz Ibolyával. Két gyermekük született: Katalin (1970) és Péter (1976).

## Művei
- Szilatránok szerkezete és tulajdonságai (1989)
- Bioaktív szilíciumvegyületek (Szalay Erzsébettel, 1989)
- Magyar nyelvű korróziós tárgyú munkák jegyzéke 1976-1982 (1983-1990)
- Olimpiai érdekességek (1998)
- Címeres mezben (2002)
- Ötkarikás érdekességek (2005)
- A Műegyemetől a sport élvonaláig (2007)
- Az MTK százhúsz éve (2008)
- 100 esztendős a BVSC (2011)
- Újpesti olimpikonok (2014)

## Díjai
- Kiváló Munkáért (1998)[3]
- Széchenyi professzor ösztöndíj (1999-2002)
- Csűrös Zoltán-díj (2001)[4]
- MOB-médiadíj (2001)
- Than Károly-emlékérem (2003)[3]
- Pedagógus Szolgálatért Emlékérem (2004)[5]
- Fair Play-diploma (2012)[6]
- Lantos Mihály Életműdíj (2016)[7]
- Ezüstgerely díj (2016)[8]
- a Magyar Olimpiai Akadémia Tiszteleti Érme
- Péceli Béla Díj
- 100 Éves Könyves Emlékérem
- Magyar Olimpiai Bizottság Nívódíja